# Jize
Der Kreis Jize (chinesisch 雞澤縣 / 鸡泽县, Pinyin Jīzé Xiàn) ist ein Kreis der bezirksfreien Stadt Handan in der chinesischen Provinz Hebei. Jize hat eine Fläche von 337 km² und 274.328 Einwohner (Stand: Zensus 2010). 
Benachbart zu Jize liegen die Stadtbezirke Xijiecun, Nanjiecun, Taitoucun und Hezhuangcun.